# 叶茂中
叶茂中（1968年5月31日—2022年1月13日），男，江苏泰州人。中国广告策划人、在中国的广告策划界被称为“鬼才”。

## 生平
1968年，叶茂中出生于江苏泰州。1989年，其在泰州电视台任职美工时为春兰空调创意了《台球篇》电视广告，在该广告中其以一杆打进6个台球为广告片记忆点，打响了春兰空调在全中国的品牌知名度，初涉广告行业的叶茂中在此次拍摄中获得了1300元人民币的报酬。1993年，叶茂中赴上海在一家广告公司工作，正式进入广告行业；但截止至1995年，其已经经历了二次失业。
事业发展并不顺利的叶茂中决定开始从营销自我做起，并最终写就了介绍其实战广告圈多年经验的《广告人手记》一书。此书在1996年第1次出版发行后，十分畅销，先后重印11次，成为当时很多学生选修广告专业的原因和入门教科书。 1997年，叶茂中创办了叶茂中营销策划机构并任董事长，该策划机构是中国最早的一批本土广告公司，该营销策划机构在当年为“小雨点”饮料做的“寻找小雨点”悬念广告被《中国经营报》评为当年度中国最佳市场推广策划案。随后叶茂中在1997年、1998年、2000年先后获得了中国最佳营销策划案例策划金奖，被评为中国十大策划人之一、中国十大营销经典案例策划奖获得者、中国企业十大著名策划案例奖获得者、中国企业十大策划家之一等荣誉。叶茂中也曾在2002年被聘为南京理工大学工商管理硕士（MBA）研究生导师、并多次为北京大学等高等学府围绕广告宣传、品牌管理等内容开展讲座、授课，担任过清华大学特聘教授。
2020年11月，他表示自己“癌症晚期化疗中”，2022年1月13日因癌症在上海去世。

## 作品
通过广告行业致富的叶茂中在2017年与2019年相继出版了《冲突》与《冲突》（第2版）等书，其在该系列书中主张“利用消费者的冲突进行有效的营销”、“制造冲突，就是创造需求”，自认其为“冲突理论创始人”。
2018年俄罗斯世界杯期间，中国中央電視台在直播球赛的黄金时段前后播放了三个不同品牌的简单、粗暴、重复式的电视广告，其中马蜂窝的广告是代言人黄轩与唐僧的对话“旅游之前，为什么要先上马蜂窝”；知乎则是刘昊然举着手机发出的一系列问句“你知道吗？你真的确定你知道吗”而这两条广告皆为叶茂中策划。这种不断重复语句的洗脑广告既使得观众不胜其烦，也让叶茂中这位“鬼才”广告策划人重回观众视野。

### 经典广告策划案例
- 为赶集网策划“赶集网，啥都有！”电视广告。[13]
- 为真功夫策划“营养还是蒸的好”等宣传词；2007年，真功夫策划案在由《中国广告》杂志社主办的“中国广告与品牌大会”上获中国广告案例大奖、叶茂中被评为中国广告突出贡献人物奖。[13]
- 为海澜之家策划“一年逛两次海澜之家”电视广告。[6]
- 为北极绒策划“地球人都知道”电视广告。[6]
- 为妇炎洁策划“洗洗更健康”电视广告。[6]
- 为人人车策划、黄渤参演的“没有中间商的个人二手车网站”电视广告。[6]

## 荣誉
- 2002年，被评为“中国策划十大风云人物”[14]、“中国广告十大风云人物”[1]。
- 2005年，被评为“中国十大营销专家”[15]。等

## 争议

### 2018年世界杯洗脑式广告
叶茂中参与策划的在2018年俄罗斯世界杯期间投放在中国中央電視台的两支“洗脑式”电视广告（马蜂窝、知乎）遭到批评，广告内容中不断重复的语句收获了观众的“一场大型的精神污染”、“最烂世界杯广告”、“恶心”等评价，有媒体认为这种电视广告是“在CCTV5花大钱黑自己”。新浪财经频道就此设立专题报道，其设立的调查投票：“你觉得知乎、BOSS直聘、马蜂窝、贝壳找房广告属于哪种类型？”问题中，有84.54%的观众认为是“洗脑式”；在“你觉得这些广告效果如何？”问题中，有53.62%的观众认为“骗了流量，坏了名声”。
在媒体对叶茂中就争议问题进行采访时，叶茂中回应称：“超级兴奋”、“看到马蜂窝的百度指数后，觉得客户的钱投在世界杯这个流量池里，有了巨大的反应，被人记住了，就比什么都值得。”、“这或许就是冲突营销的魅力，要么爱我，要么恨我。但你就是不能忽视我们”。